# Gauzlin II van Maine
Gauzlin II van Maine (overleden in 914) was van 893 tot 895 graaf van Maine. Hij behoorde tot het huis der Rorgoniden.

## Levensloop
Gauzlin II was een zoon van markgraaf Gauzfrid van Neustrië, tevens graaf van Maine.
Zijn vader overleed in 878. Door zijn jonge leeftijd was hij nog niet in staat om zijn gebieden te erven en werd zijn neef Ragenold de nieuwe markgraaf van Neustrië en graaf van Maine. Nadat deze laatste was overleden, werd Hendrik van Babenberg markgraaf van Neustrië en Rogier uit het huis Hugoniden graaf van Maine. Gauzlin allieerde zich rond dat moment met de Robertijnen. Aangezien Odo I, een lid van deze dynastie, in die periode koning van Frankrijk was, zette hij in 893 Rogier af als graaf van Maine en verleende het graafschap vervolgens aan Gauzlin. Hij kon zich echter niet handhaven en in 895 hernam Rogier de controle over Maine. 
Gauzlin zette nadien de strijd voort tegen Rogier en diens zoon Hugo I van Maine. Uiteindelijk sloten beide partijen vrede en huwde Hugo ter gelegenheid daarvan met een dochter van Gauzlin. Hij overleed in 914.